# تحديد المواقع الحركية في الوقت الحقيقي

## تحديد المواقع الحركية في الوقت الحقيقي

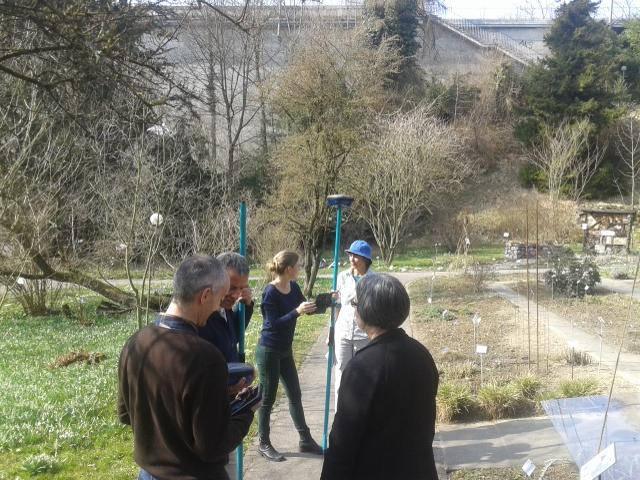
يتم استخدام جهاز استقبال GNSS RTK لمسح سكان الغابات في سويسرا

تحديد المواقع الحركي في الوقت الحقيقي (RTK) هو تطبيق المسح لتصحيح الأخطاء الشائعة في أنظمة الملاحة عبر الأقمار الصناعية الحالية (GNSS). يستخدم قياسات طور الموجة الحاملة للإشارة بالإضافة إلى محتوى المعلومات للإشارة ويعتمد على محطة مرجعية واحدة أو محطة افتراضية محرفة لتوفير تصحيحات في الوقت الفعلي، مما يوفر دقة تصل إلى مستوى السنتيمتر (انظر DGPS). بالإشارة إلى نظام تحديد المواقع العالمي (GPS) على وجه الخصوص، يُشار إلى النظام عادةً باسم تحسين مرحلة الناقل، أو CPGPS. ولها تطبيقات في مسح الأراضي، والمسح الهيدروغرافي، وفي الملاحة الجوية بدون طيار.

## خلفية

مفهوم آر تي كيه

يمكن حساب المسافة بين جهاز استقبال الملاحة عبر الأقمار الصناعية والقمر الصناعي من الوقت الذي تستغرقه الإشارة للانتقال من القمر الصناعي إلى جهاز الاستقبال. لحساب التأخير، يجب على جهاز الاستقبال محاذاة تسلسل ثنائي شبه عشوائي موجود في الإشارة إلى تسلسل ثنائي شبه عشوائي تم إنشاؤه داخلياً. وبما أن إشارة القمر الصناعي تستغرق وقتاً للوصول إلى جهاز الاستقبال، فإن تسلسل القمر الصناعي يتأخر بالنسبة لتسلسل جهاز الاستقبال. ومن خلال تأخير تسلسل المستقبل بشكل متزايد، تتم محاذاة التسلسلين في النهاية.
دقة قياس النطاق الناتج هي في الأساس وظيفة لقدرة إلكترونيات جهاز الاستقبال على معالجة الإشارات الواردة من القمر الصناعي بدقة، ومصادر الأخطاء الإضافية مثل التأخيرات غير المخففة في الغلاف الأيوني والتروبوسفير، والمسارات المتعددة، وساعة القمر الصناعي، وأخطاء التقويم الفلكي.

## تتبع مرحلة الناقل
تتبع RTK نفس المفهوم العام، ولكنها تستخدم الموجة الحاملة لإشارة القمر الصناعي كإشارة لها، متجاهلة المعلومات الواردة فيها. يستخدم RTK محطة قاعدة ثابتة ومركبة جوالة لتقليل خطأ موضع العربة الجوالة. تنقل المحطة الأساسية بيانات التصحيح إلى العربة الجوالة.
كما هو موضح في القسم السابق، يتم حساب النطاق إلى القمر الصناعي بشكل أساسي عن طريق ضرب الطول الموجي للموجة الحاملة في عدد الدورات الكاملة بين القمر الصناعي والمركبة الجوالة وإضافة فرق الطور. تحديد عدد الدورات ليس أمرًا تافهًا، نظرًا لأنه قد يتم إزاحة الإشارات في الطور بواسطة دورة واحدة أو أكثر. وينتج عن ذلك خطأ يساوي الخطأ في العدد المقدر للدورات مضروبًا في الطول الموجي، وهو 19 سم للإشارة L1. يؤدي حل ما يسمى بمشكلة البحث عن غموض الأعداد الصحيحة إلى دقة سنتيمترية. ويمكن تقليل الخطأ باستخدام أساليب إحصائية متطورة تقارن القياسات المأخوذة من إشارات C/A وبمقارنة النطاقات الناتجة بين سواتل متعددة.
من المحتمل أن يكون التحسين المحتمل باستخدام هذه التقنية مرتفعًا جداً إذا استمر المرء في افتراض نسبة 1٪ الدقة في القفل. على سبيل المثال، في حالة نظام تحديد المواقع العالمي (GPS)، يتغير طور كود الالتقاط التقريبي (C/A)، الذي يتم بثه في إشارة L1، عند 1.023 ميغاهيرتز، لكن الموجة الحاملة L1 نفسها هي 1575.42 ميغاهيرتز، الذي يغير المرحلة أكثر من ألف مرة في كثير من الأحيان. أ ±1% وبالتالي فإن الخطأ في قياس الطور الحامل L1 يتوافق مع ±1.9 مم خطأ في تقدير خط الأساس.

## اعتبارات عملية

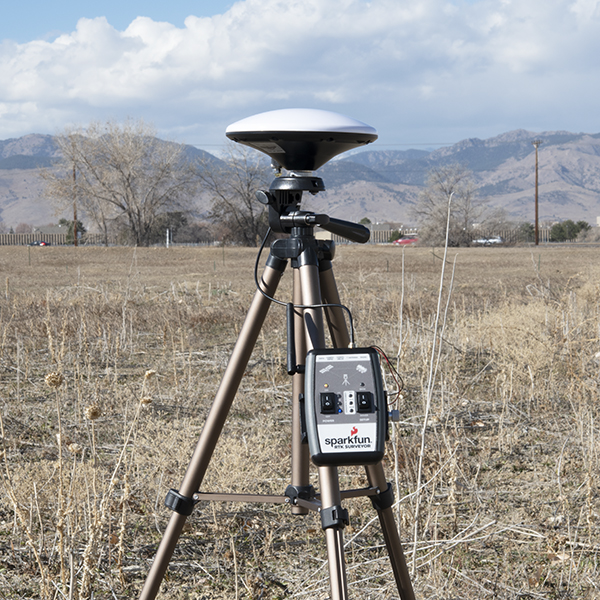
إعداد آر تي كيه

ومن الناحية العملية، تستخدم أنظمة RTK جهاز استقبال واحد للمحطة القاعدية وعدداً من الوحدات المتنقلة. تقوم المحطة الأساسية بإعادة بث طور الموجة الحاملة التي تراقبها، وتقوم الوحدات المتنقلة بمقارنة قياسات الطور الخاصة بها مع تلك المستلمة من المحطة الأساسية. هناك عدة طرق لإرسال إشارة التصحيح من المحطة الأساسية إلى المحطة المتنقلة. الطريقة الأكثر شيوعًا لتحقيق إرسال إشارة منخفض التكلفة في الوقت الفعلي هي استخدام مودم راديو، عادةً في نطاق UHF . في معظم البلدان، يتم تخصيص ترددات معينة خصيصاً لأغراض RTK. تحتوي معظم معدات مسح الأراضي على مودم راديوي مدمج بنطاق UHF كخيار قياسي. يوفر RTK تحسينات في الدقة تصل إلى حوالي 20 كم من المحطة الأساسية.
يسمح هذا للوحدات بحساب موضعها النسبي في حدود ملليمترات، على الرغم من أن موضعها المطلق دقيق فقط بنفس دقة الموضع المحسوب للمحطة الأساسية. تبلغ الدقة الاسمية النموذجية لهذه الأنظمة 1 centimetre ± 2 parts-per-million (ppm) أفقيًا و 2 centimetres ± 2 ppm في المليون عموديًا.
على الرغم من أن هذه المعلمات تحد من فائدة تقنية RTK للملاحة العامة، إلا أن هذه التقنية مناسبة تماماً لأدوار مثل المسح. في هذه الحالة، تقع المحطة الأساسية في موقع معروف تم مسحه، غالباً ما يكون مرجعاً، ويمكن للوحدات المتنقلة بعد ذلك إنتاج خريطة دقيقة للغاية عن طريق إجراء الإصلاحات المتعلقة بتلك النقطة. وقد وجدت RTK أيضًا استخدامات في أنظمة القيادة الآلية/الطيار الآلي، والزراعة الدقيقة، وأنظمة التحكم في الماكينات وأدوار مماثلة.
تعمل شبكات RTK على توسيع استخدام RTK إلى منطقة أكبر تحتوي على شبكة من المحطات المرجعية. تعتمد الموثوقية والدقة التشغيلية على كثافة وقدرات شبكة المحطة المرجعية.
شبكة المحطة المرجعية التي تعمل باستمرار (CORS) هي شبكة من محطات RTK الأساسية التي تبث التصحيحات، عادةً عبر اتصال بالإنترنت. يتم زيادة الدقة في شبكة CORS، لأن وجود أكثر من محطة واحدة يساعد على ضمان تحديد الموقع الصحيح والحماية من التهيئة الخاطئة لمحطة أساسية واحدة.
يمكن للشبكة المرجعية الافتراضية (VRN) أيضًا تحسين الدقة دون استخدام محطة أساسية.

## أنظر أيضا
- نظام تحديد المواقع التفاضلي
- خدمة تراكب الملاحة الأوروبية المستقرة بالنسبة إلى الأرض (EGNOS)
- نظام تحديد المواقع غاليليو
- نظام تحديد المواقع العالمي
- غلوناس
- بيدو
- نافيك
- نتريب

## روابط خارجية
- مفاهيم RTK التفصيلية مفاهيم GNSS وRTK وتحديد المواقع عبر الأقمار الصناعية بعمق.
- خريطة CORS للشبكة العالمية للمحطات المرجعية التي تعمل باستمرار.
- خريطة GBAS تغطية الخريطة العالمية للمنارات المرجعية للتعزيز الأرضي (GBAS).
- إرشادات المستخدم لتحديد المواقع عبر نظام GNSS في الوقت الحقيقي (NOAA) بقاعدة واحدة
- دليل تكامل RTK لدمج أجهزة استقبال RTK في الطائرات بدون طيار والروبوتات
- تاريخ RTK مقال بقلم أشخاص شاركوا في الأيام الأولى لـ RTK